# لیانگ چو
لیانگ چو (به انگلیسی: Liang Chow) ژیمناست زادهٔ ۱ ژانویهٔ ۱۹۶۸ میلادی اهل کشور ایالات متحده آمریکا است.